# 川天狗

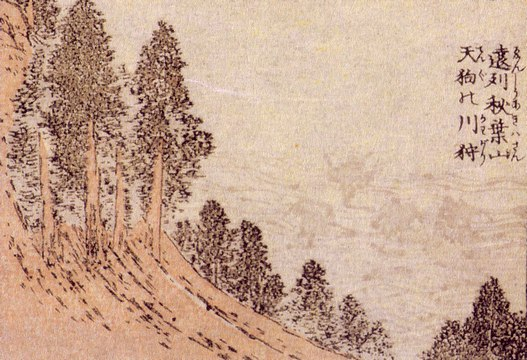
葛飾北斋『北斎漫画』：“遠州秋葉山 天狗の川狩”

川天狗（かわてんぐ），出沒於溪谷河川周邊的天狗，在東京奧多摩、神奈川縣、埼玉縣、山梨縣、靜岡縣等地都有其傳說，據說他會在雪夜或陰天現身，會坐在岩石上沈思，很少加害人類，但有時會發出驚人聲響，把好奇探視的民眾拖下水裡。根據學者伊藤堅吉在山梨縣地方史中發現，當地的川天狗似乎很喜歡吃魚，在靜岡縣的川天狗傳奇裡也有相同的記載。而在神奈川縣的川天狗則有在河邊施放「天狗火」這種怪火的傳聞。